# Deutsche Nationalbibliothek
Deutsche Nationalbibliothek (DNB) er Tysklands nationalbibliotek. Biblioteket blev etableret i 1912 og råder i dag over en samling på 24,1 mio. enheder, fordelt mellem bibliotekets tre placeringer i Frankfurt am Main, Leipzig og Berlin, herunder også musikafdelingen Deutsches Musikarchiv i Leipzig. Det er et af verden største biblioteker.
Bibliotekets opgave er at indsamle, arkvivere og dokumentere samtlige tysksprogede udgivelser fra 1913 og frem samt udenlandske udgivelser om landet, oversættelser af tyske værker og værker af tysktalende emigranter udgivet i udlandet under 2. verdenskrig – samt at stille samlingen til rådighed for offentligheden.
Deutsche Nationalbibliothek har et omfattende internationalt samarbejde og spiller en vigtig rolle i udviklingen af internationale biblioteksstandarder. Samarbejdet med udgiverne er reguleret ved lov siden 1935.